# Наунхоф
Наунхоф (нем. Naunhof) — город в Германии, в земле Саксония. Подчинён административному округу Лейпциг. Входит в состав района Лейпциг. Подчиняется управлению Наунхоф. Население составляет 8531 человек (на 31 декабря 2010 года). Занимает площадь 39,49 км². Официальный код района 14 3 83 220.
Город подразделяется на 7 городских районов.

## Известные жители
- Венингер, Леопольд — немецкий композитор австрийского происхождения.